# Aït Atta
Aït Atta (taixelhit: ⴰⵢⵜ ⵄⵟⵟⴰ) és una confederació tribal chleuh amaziga, actualment repartida sobre cinc províncies del Marroc central: Azilal, Ouarzazate, Zagora, TInghir i Errachidia. El seu nombre estimat era de 130.000 pel 1960.

## Origen i localització
Des de fa mil·lennis, els Aït Atta viuen el centre sud i el sud-est dels Alts Atles i de l'Anti-Atles marroquí. La seva llengua és l'amazic en la variant taixelhit.
Els Aït-Atta viuen sobre un immens territori que s'estén de l'Alts Atles, i de l'Anti-Atles fins als confinis algerians. Estan organitzats en una confederació organitzada al voltant del Djebel Saghrou i amb capital a Igherm Amazdar. Posteriorment es van expandir primer cap al nord, convertint-se en rivals dels Ait Yafelman, a continuació, cap al sud, prenent el control dels oasis de Tafilalt i el riu Draa. Al segle xix les seves incursions van arribar fins a Touat (actualment Algèria, llavors pertanyent a l'Imperi del Marroc). Es van resistir a l'entrada francesa al Marroc fins al 1933.
Cada any escullen un amghar que és responsable d'administrar la comunitat, distribuir els recursos (sobretot l'aigua d'irrigació i les pastures), detenir els conflictes i de fer justícia juntament amb altres destacats locals (Immgharen n tqqebilt, Immgharen (plural d'amghar) i teqqebilt, ‘tribu’). En circumstàncies normals, el poder tradicionalment es basava principalment amb les assemblees dels caps de família, els ajmu' , que decidien d'acord amb el dret consuetudinari, izerf. En els oasis que conquistaven els Ait Atta dominaven una societat estratificada, on els haratin treballaven la terra però sovint se'ls prohibia ser-ne els amos, però no necessitaven un acord de protecció amb un patró Ait Atta; aquesta estratificació ha disminuït considerablement des de la independència del Marroc amb l'establiment de la igualtat legal.
En la seva obra «Els Aït 'Atta del Sàhara i la pacificació de l'Alt Drâa», G. Spillman esmenta l'existència de cinc «cinquens» o tribus (khams khmas): Aït Ouallal, Aït Ouahlim, Aït Isfoul, Aït Iazza i Aït Ounbgi, tots ells descendents dels 40 fills del seu ancestre comú. Segons aquest autor, aquestes tribus se subdivideixen en sub-tribus anomenades fraccions, i aquestes en petites fraccions anomenades ighess en tamazight (‘os' o ‘nucli’, però el sentit exacte és ‘arrel’). Els ighess són, per tant, l'element base (les «arrels») sobre el qual es construeix l'estructura de la tribu i, en darrer terme, de la confederació. Aquesta estructura socio-política funciona de manera gairebé democràtica.
La identitat històrica dels Aït Atta està lligada a un personatge nomenat Dadda —o l'avi Atta— considerat l'ancestre comú i el pare espiritual, a causa de les seves relacions amb el sant Moulay Abdellah Ben Hssain, fundador de la zaouïa Amagharyine,

## Història
La llengua dels Aït-Atta forma part de les llengües amazigues. Ha estat estudiada d'una manera seriosa per Ali Amaniss en un diccionari tamazight (dialectes del Marroc Central)-francès.